# 74ns Premis Tony
La 74ena edició dels Premis Tony va ser celebrada el 26 de setembre de 2021 per reconèixer els èxits de les produccions de Broadway durant la temporada 2019–20. Després de ser aplaçada a causa de la pandèmia de Covid-19, la gala es va celebrar al Teatre Winter Garden i va ser emesa en directe en parts separades per CBS i Paramount+ Audra McDonald i Leslie Odom Jr. van ser els presentadors de la gala.
El musical Jagged Little Pill va ser la producció amb més nominacions, 15, i l'obra amb més nominacions va ser Slave Play, amb 12. Moulin Rouge! The Musical va guanyar 10 premis, incloent Millor musical, convertint-se així, en la producció amb més premis de la temporada. La producció de A Christmas Carol va guanyar 5 premis i The Inheritance quatre, entre ells Millor obra. Als 90 anys, Lois Smith va convertir-se en l'actriu més vella en guanyar un Tony després de rebre en la categoria de Millor actriu de repartiment en una obra.

## Elegibilitat
La data d'elegibilitat oficial per a les produccions de Broadway que van estrenar-se la temporada 2019–20, era el 23 d'abril de 2020. A causa de pandèmia de Covid-19, la temporada va ser més curta que les altres. El 21 d'agost de 2020 es va anunciar que només les 18 produccions que havien estat estrenades abans del 19 de febrer de 2020 serien considerades. El revival de West Side Story, que va obrir el 20 de febrer de 2020, i el musical original de Girl From the North Country, que va ser estrenat el 5 de març de 2020, no van ser considerades ja que pocs votants van poder veure les produccions abans del tancament de Broadway el 12 de març de 2020.
| Obres originals - A Christmas Carol - Grand Horizons - The Great Society - The Height of the Storm - The Inheritance - Linda Vista - My Name Is Lucy Barton - Sea Wall/A Life - Slave Play - The Sound Inside | Musicals originals - Jagged Little Pill - The Lightning Thief: The Percy Jackson Musical - Moulin Rouge! - Tina | Revivals - Betrayal - Frankie and Johnny in the Clair de Lune - The Rose Tattoo - A Soldier's Play |

## Cerimònia

### Actuacions
Durant la cerimònia i Broadway's Back!, els següents actors, actrius i produccions van actuar:
| Premis Tony - "You Can't Stop the Beat" (de Hairspray) – Marissa Jaret Winokur, Matthew Morrison, Kerry Butler, Chester Gregory & Darlene Love - "What I Did for Love" (de A Chorus Line) – Ali Stroker - "Anyone Can Whistle" (de Anyone Can Whistle) – Jennifer Nettles - "And I Am Telling You I'm Not Going" (de Dreamgirls) – Jennifer Holliday | Broadway's Back! - "Broadway's Back Tonight!" (número d'obertura) – Leslie Odom Jr. - "Burning Down the House" – American Utopia - "My Girl" / "Ain't Too Proud to Beg" – John Legend i el repartiment de Ain't Too Proud - "Lady Marmalade" / "Because We Can" – Moulin Rouge! - Broadway Advocacy Coalition - "Move On" (de Sunday in the Park with George) – Ben Platt & Anika Noni Rose - "Ironic" / "All I Really Want" – Jagged Little Pill - "Beautiful City" (de Godspell) – Josh Groban & Odom Jr. - "The Impossible Dream (The Quest)" (de Man of La Mancha) – Brian Stokes Mitchell - "Somewhere" (de West Side Story) – Norm Lewis & Kelli O'Hara - "We Don't Need Another Hero (Thunderdome)" / "The Best" / "Proud Mary" – Tina - "It Takes Two" (de Into the Woods) – Tituss Burgess & Andrew Rannells - "You Matter to Me" (de Waitress) – Odom Jr. & Nicolette Robinson - "For Good" (de Wicked) – Kristin Chenoweth & Idina Menzel - "What You Own" (de Rent) – Adam Pascal & Anthony Rapp - "Wheels of a Dream" (de Ragtime) – Audra McDonald & Mitchell - Freestyle Love Supreme |

## Premis no competitius
El premis especials Tony es va atorgar als següents grups/persones:
- The Broadway Advocacy Coalition
- David Byrne's American Utopia
- Freestyle Love Supreme

El premi de Lifetime Achievement in the Theatre el va rebre Graciela Daniele. Julie Halson va rebre el Premi Isabelle Stevenson.

## Premis i nominacions
Els guanyadors estan destacats en negreta:
| Millor obra ‡ | Millor musical ‡ |
| --- | --- |
| - The Inheritance – Matthew Lopez - Grand Horizons – Bess Wohl - Sea Wall/A Life – Simon Stephens and Nick Payne - Slave Play – Jeremy O. Harris - The Sound Inside – Adam Rapp | - Moulin Rouge! - Jagged Little Pill - Tina |
| Millor revival d'una obra ‡ | Millor llibret d'un musical |
| - A Soldier's Play - Betrayal - Frankie and Johnny in the Clair de Lune | - Diablo Cody – Jagged Little Pill - John Logan – Moulin Rouge! - Katori Hall, Frank Ketelaar, and Kees Prins – Tina |
| Millor actor en una obra | Millor actriu en una obra |
| - Andrew Burnap – The Inheritance com a Toby Darling - Ian Barford – Linda Vista com a Wheeler - Jake Gyllenhaal – Sea Wall/A Life com a Abe - Tom Hiddleston – Betrayal com a Robert - Tom Sturridge – Sea Wall/A Life com a Alex - Blair Underwood – A Soldier's Play com a Captain Richard Davenport | - Mary-Louise Parker – The Sound Inside com a Bella - Joaquina Kalukango – Slave Play com a Kaneisha - Laura Linney – My Name Is Lucy Barton com a Lucy Barton - Audra McDonald – Frankie and Johnny in the Clair de Lune com a Frankie                                                           |
| Millor actor en un musical | Millor actriu en un musical |
| - Aaron Tveit – Moulin Rouge! com a Christian (únic nominat a la categoria) | - Adrienne Warren – Tina com a Tina Turner - Karen Olivo – Moulin Rouge! com a Satine - Elizabeth Stanley – Jagged Little Pill com a Mary Jane "M.J." Healy |
| Millor actor de repartiment en una obra | Millor actriu de repartiment en una obra |
| - David Alan Grier – A Soldier's Play com a Sergeant Vernon C. Waters - Ato Blankson-Wood – Slave Play com a Gary - James Cusati-Moyer – Slave Play com a Dustin - John Benjamin Hickey – The Inheritance com a Henry Wilcox - Paul Hilton – The Inheritance com a Morgan/Walter Poole                  | - Lois Smith – The Inheritance com a Margaret - Jane Alexander – Grand Horizons com a Nancy - Chalia La Tour – Slave Play com a Teá - Annie McNamara – Slave Play com Alana - Cora Vander Broek – Linda Vista com a Jules                                                                         |
| Millor actor de repartiment en un musical | Millor actriu de repartiment en un musical |
| - Danny Burstein – Moulin Rouge! com a Harold Zidler - Derek Klena – Jagged Little Pill com a Nicholas "Nick" Healy - Sean Allan Krill – Jagged Little Pill com a Steve Healy - Sahr Ngaujah – Moulin Rouge! com a Henri de Toulouse-Lautrec - Daniel J. Watts – Tina com a Ike Turner                  | - Lauren Patten – Jagged Little Pill com a Joanne "Jo" Taylor - Kathryn Gallagher – Jagged Little Pill com a Bella Fox - Celia Rose Gooding – Jagged Little Pill com a Mary Frances "Frankie" Healy - Robyn Hurder – Moulin Rouge! com a Nini - Myra Lucretia Taylor – Tina com a Gran Georgeanna |
| Millor direcció d'una obra | Millor direcció d'un musical |
| - Stephen Daldry – The Inheritance - David Cromer – The Sound Inside - Kenny Leon – A Soldier's Play - Jamie Lloyd – Betrayal - Robert O'Hara – Slave Play | - Alex Timbers – Moulin Rouge! - Phyllida Lloyd – Tina - Diane Paulus – Jagged Little Pill |
| Millor banda sonora original (música i/o lletres) | Millor coreografia |
| - Christopher Nightingale (music) – A Christmas Carol - Paul Englishby (music) – The Inheritance - Fitz Patton and Jason Michael Webb (music) – The Rose Tattoo - Lindsay Jones (music) – Slave Play - Daniel Kluger (music) – The Sound Inside                                                         | - Sonya Tayeh – Moulin Rouge! - Sidi Larbi Cherkaoui – Jagged Little Pill - Anthony Van Laast – Tina |
| Millor escenografia d'una obra | Millor escenografia d'un musical |
| - Rob Howell – A Christmas Carol - Bob Crowley – The Inheritance - Soutra Gilmour – Betrayal - Derek McLane – A Soldier's Play - Clint Ramos – Slave Play | - Derek McLane – Moulin Rouge! - Riccardo Hernández i Lucy MacKinnon – Jagged Little Pill - Mark Thompson and Jeff Sugg – Tina |
| Millor vestuari d'una obra | Millor vestuari d'un musical |
| - Rob Howell – A Christmas Carol - Dede Ayite – Slave Play - Dede Ayite – A Soldier's Play - Bob Crowley – The Inheritance - Clint Ramos – The Rose Tattoo | - Catherine Zuber – Moulin Rouge! - Emily Rebholz – Jagged Little Pill - Mark Thompson – Tina |
| Millor il·luminació d'una obra | Millor il·luminació d'un musical |
| - Hugh Vanstone – A Christmas Carol - Jiyoun Chang – Slave Play - Jon Clark – The Inheritance - Heather Gilbert – The Sound Inside - Allen Lee Hughes – A Soldier's Play | - Justin Townsend – Moulin Rouge! - Bruno Poet – Tina - Justin Townsend – Jagged Little Pill |
| Millor disseny de so d'una obra | Millor disseny de so d'un musical |
| - Simon Baker – A Christmas Carol - Paul Arditti and Christopher Reid – The Inheritance - Lindsay Jones – Slave Play - Daniel Kluger – Sea Wall/A Life - Daniel Kluger – The Sound Inside | - Peter Hylenski – Moulin Rouge! - Jonathan Deans – Jagged Little Pill - Nevin Steinberg – Tina |
| Millors orquestracions | |
| - Katie Kresek, Charlie Rosen, Matt Stine and Justin Levine – Moulin Rouge! - Tom Kitt – Jagged Little Pill - Ethan Popp – Tina | |

‡ Premi atorgat als productors del musical o obra.

### Nominacions i premis per producció
| Producció                               | Nominacions | Premis |
| --------------------------------------- | ----------- | ------ |
| Jagged Little Pill                      | 15          | 2      |
| Moulin Rouge!                           | 14          | 10     |
| Slave Play                              | 12          | 0      |
| Tina                                    | 12          | 1      |
| The Inheritance                         | 11          | 4      |
| A Soldier's Play                        | 7           | 2      |
| The Sound Inside                        | 6           | 1      |
| A Christmas Carol                       | 5           | 5      |
| Betrayal                                | 4           | 0      |
| Sea Wall/A Life                         | 4           | 0      |
| Frankie and Johnny in the Clair de Lune | 2           | 0      |
| Grand Horizons                          | 2           | 0      |
| Linda Vista                             | 2           | 0      |
| The Rose Tattoo                         | 2           | 0      |